# Embalse del Charco Redondo

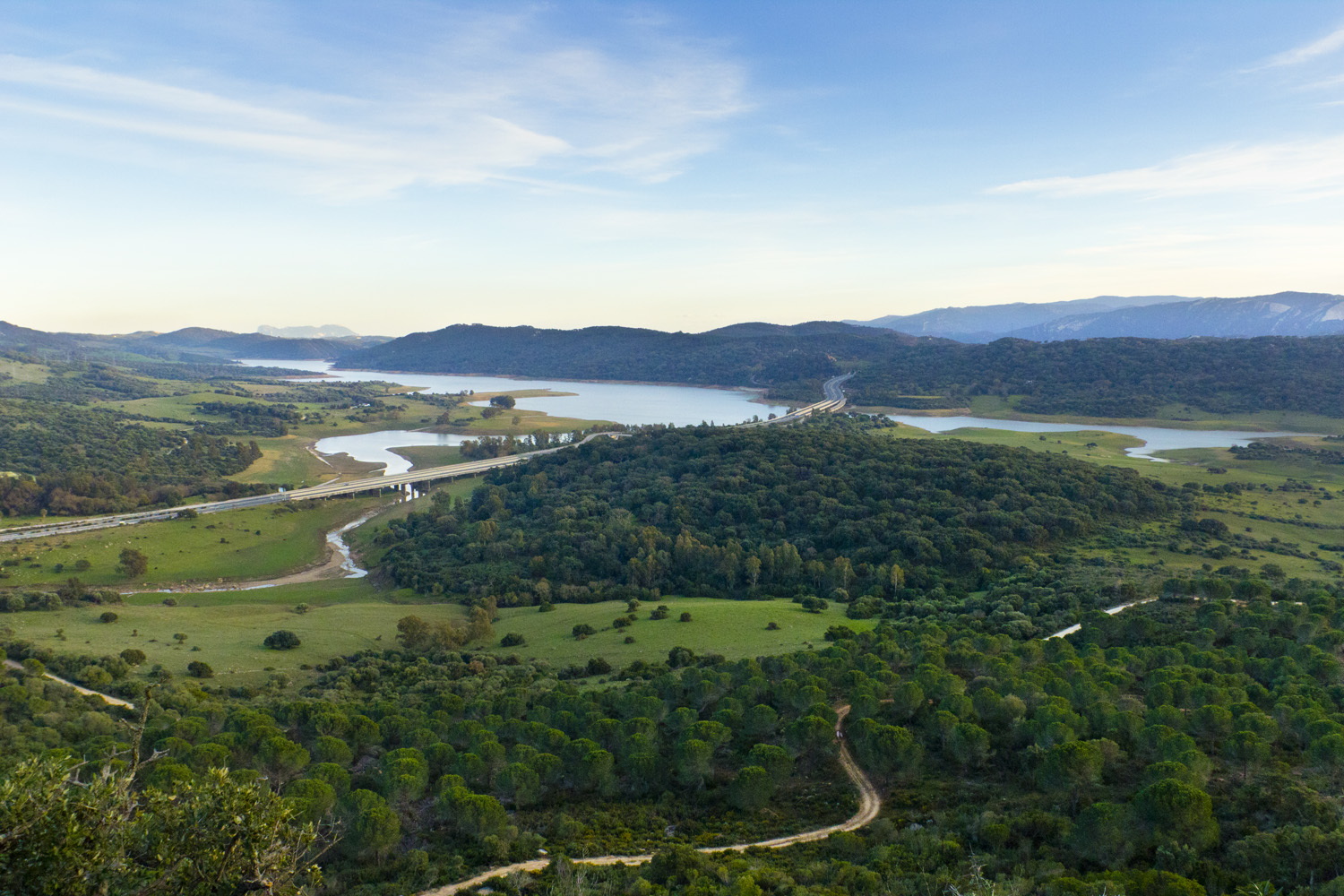
Vista del embalse de Charco Redondo desde la sierra del Junquillo, con el peñón de Gibraltar al fondo.

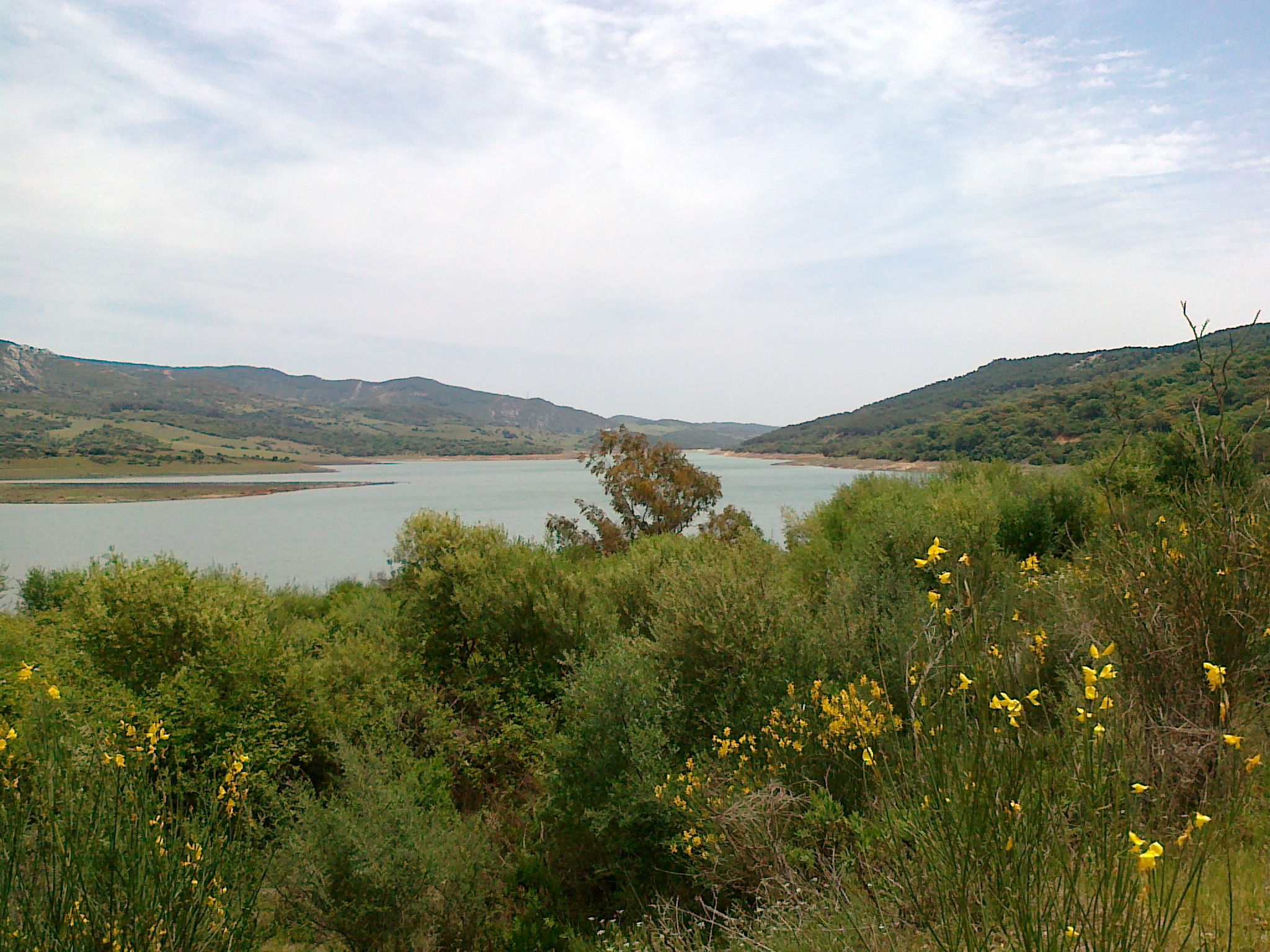
Embalse junto a la carretera A-381.

El embalse del Charco Redondo está situado en la provincia de Cádiz. Recibe aguas del río Palmones, y se encuentra en el término municipal de Los Barrios

## Entorno natural

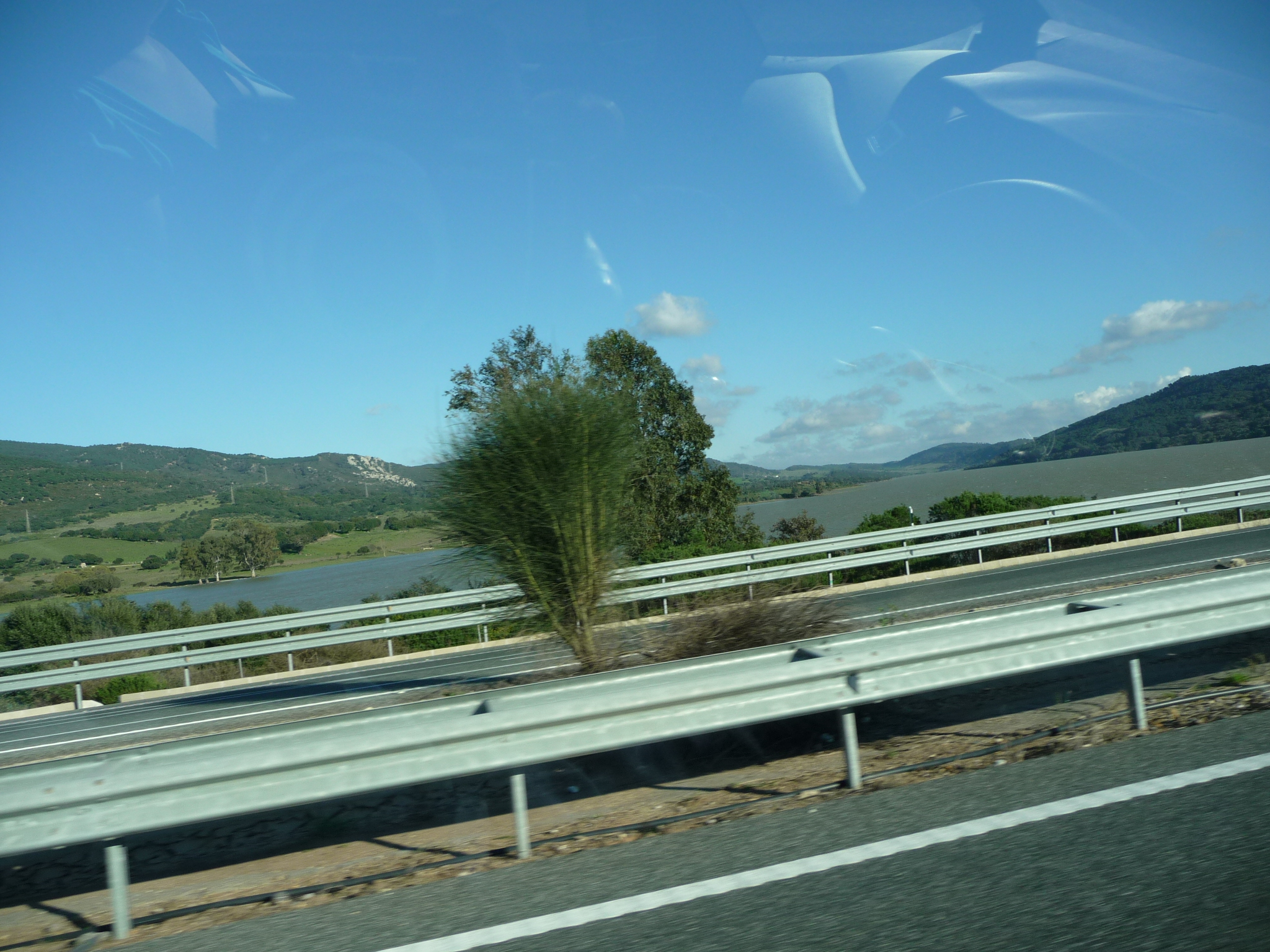
Embalse desde la carretera A-381.

Se encuentra en el parque natural de Los Alcornocales, y tiene en sus inmediaciones la zona recreativa del Charco Redondo, El Palancar y San Carlos del Tiradero (donde se puede hacer senderismo).
En sus inmediaciones se encuentra la aldea de Cucarrete, en la que actualmente vive una escasa población